# Малиновский, Александр Иванович
Алекса́ндр Ива́нович Малино́вский (10 (23) апреля 1915, Киев — 19 августа 1976, Киев) — советский архитектор, член Союза архитекторов УССР с 1941 года.

## Биография
Александр Малиновский родился в Киеве. В 1940 году он окончил архитектурный факультет Киевского инженерно-строительного института, учился у И. Каракиса. Одновременно с учёбой работал в различных строительных и проектных организациях Киева.
С июня 1941 года в рядах Красной армии, с сентября 1941 по апрель 1943 был в плену, с сентября 1943 года — вновь в действующей армии, участвовал в Великой Отечественной войне. Награждён медалью «За победу над Германией в Великой Отечественной войне».
После окончания войны работал в Киеве в проектном институте «Киевпроект». Был одним из авторов генерального плана восстановления и послевоенной застройки Крещатика, станции метрополитена «Завод Большевик» (сейчас — «Шулявская»), памятника-монумента Октябрьской революции, Дома Профсоюзов, аэровокзала в Борисполе.
Жил в доме № 25 по улице Крещатик. Умер в Киеве 19 августа 1976 года.

## Основные сооружения
- Послевоенный ансамбль застройки Крещатика (1949—1956)
- Жилой дом по улице Крещатик, 25 (Киев)
- Пассаж в доме № 15 по улице Крещатик (1946—1955)
- Дома № 23 и № 27 по улице Крещатик (1951—1954)
- Дом Профсоюзов (площадь Независимости, 2)
- Дом Киевсовета (Крещатик, 36, 1952—1957)
- Дом Речного училища (улица Фрунзе, 9, 1951—1953)
- Станция метро «Шулявская» в Киеве (1963)
- Монумент Великой Октябрьской социалистической революции, Киев (1977)
- Памятник замученным в Дарницком концлагере (1968)

## Изображения

Здание Киевского горсовета на Крещатике
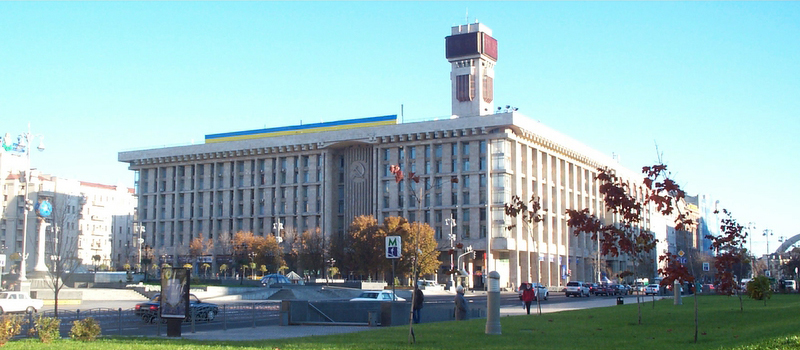
Дом профсоюзов на пл. Независимости, 2
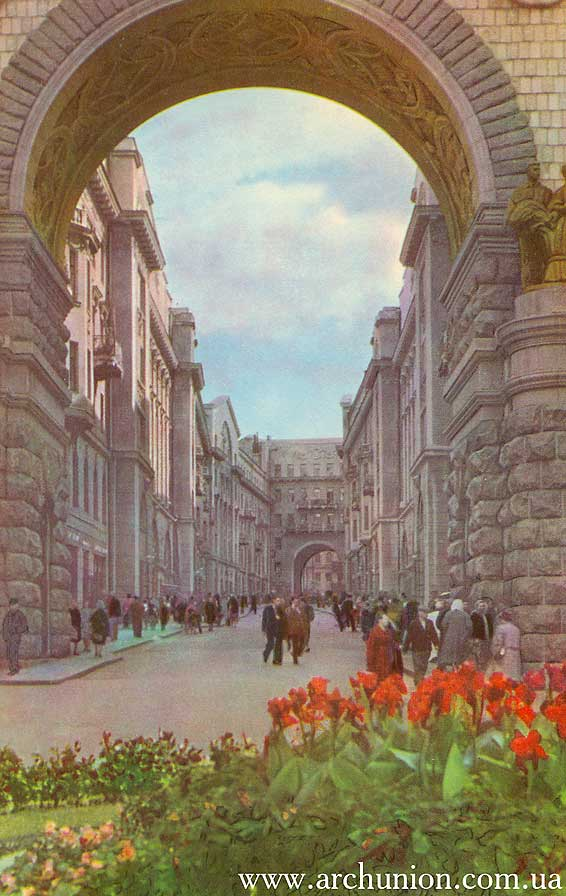
Арка на входе в Пассаж
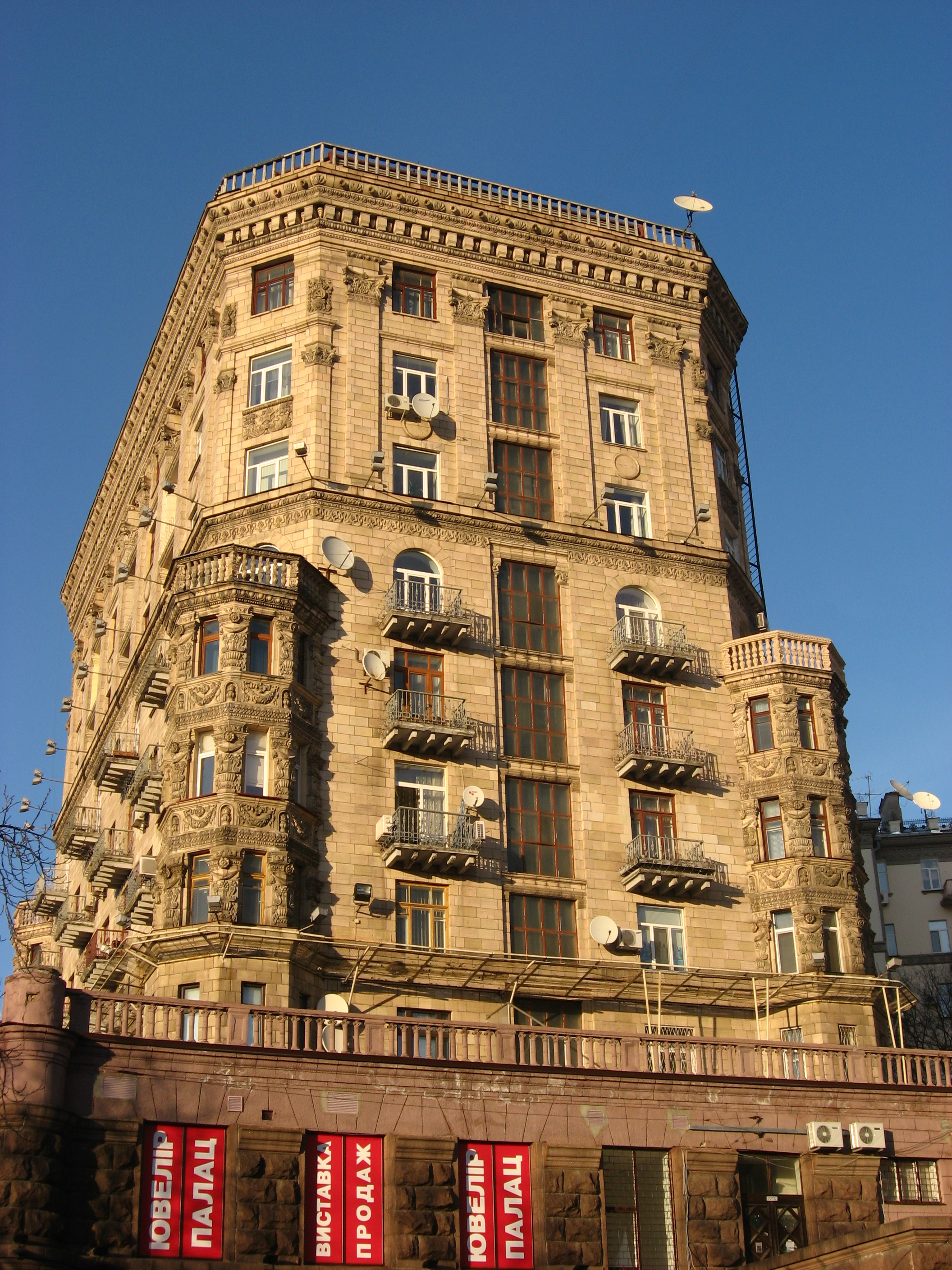
Жилой дом по ул. Крещатик, 23
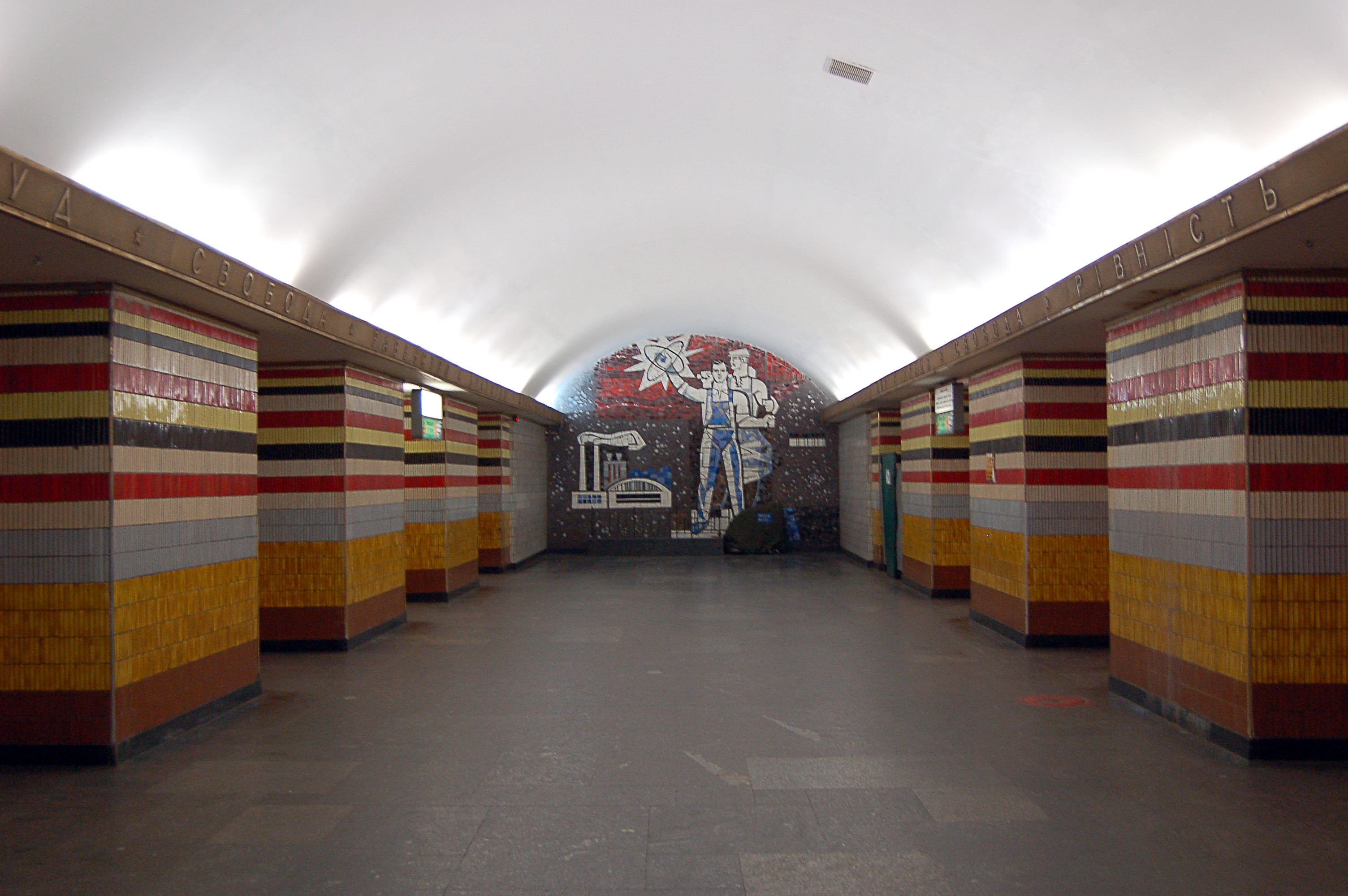
Станция метро «Шулявская»
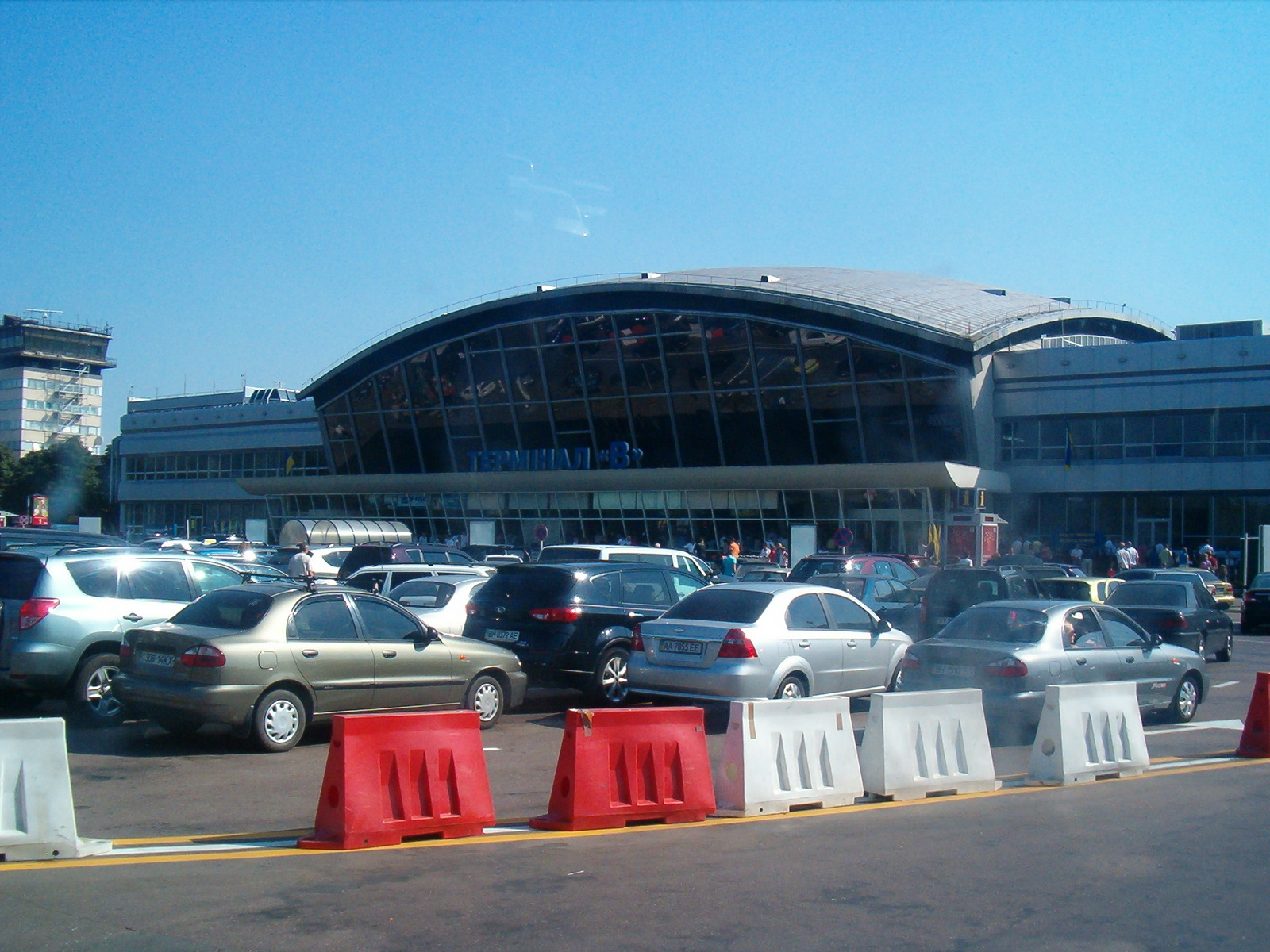
Здание аэропорта Борисполь
Монумент в честь Великой Октябрьской социалистической революции в Киеве
Монумент замученным в Дарницком концлагере